# 盗聴

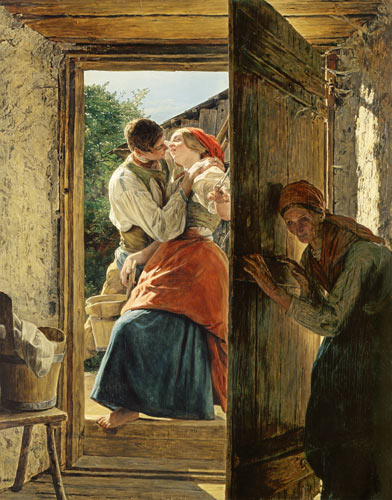
ヴァルトミュラー画『盗み聞きされた恋人たち（口づけ）』

盗聴（とうちょう）とは、会話や通信などを、当人らに知られないようにそれらが発する音や声をひそかに聴取・録音する行為である。聴取した音声から様々な情報を収集し、関係者等の動向を探る目的で用いられることもある。

## 盗聴とプライバシー権
盗聴はプライバシー権の侵害の一種である。盗聴を定義するにあたってはプライバシーとの関係が重要となる。
これまで、憲法に保障される「住居」「書類」「所持品」など（これらを憲法上保護された領域という）が伝統的なプライバシー権とされてきたが、技術の発展に伴いこれらの基準が通用しなくなった。そのために新たなプライバシー権の基準の確立が求められていた。そのさなか、アメリカ合衆国で発生したカッツ（キャッツ）事件で、警察官が行う電話の傍受に関してプライバシー権が及ぶかが問題となった。米国最高裁判所のハーラン裁判官は、補足意見として次の要件を提示した。
- プライバシーの主観的期待（プライバシーの事実上の期待）
- プライバシーの客観的期待（プライバシーの合理的期待）

これが後に合衆国最高裁の法廷意見となった。昨今の日本における法学では、プライバシー権を考える際にはこの要件を参考にしている。

## 態様
旧来は家屋に侵入し、屋内の様子を直接盗み聞く方法が取られていたが、無線機器の小型化・高性能化に伴って、それらを用いて盗聴する様式（無線盗聴）が一般的となっている。また、物音に反応して録音開始するテープレコーダー等の記録機器を用いることもあるが、この記録機器に関しても小型化・高性能化が進んでいる。窓ガラスなど物体表面の振動をレーザー光線で計測して、その振幅を変調・音声として出力させる技術が実用化されている。
盗聴器は通信販売や専門店等の店頭で販売されており、私的な趣味や個人的な愛憎関係や怨恨でこれら機器を購入した個人が、他人の家屋やホテルなどに設置して回っているケースも多数報じられている。また、世の中には盗聴マニアと呼ばれる趣味で盗聴を行う者もいるとされ、それら盗聴マニアが賃貸住宅やホテルに盗聴器を設置するケースもある（多くの者は無線盗聴器から垂れ流される電波を傍受するのみである）。
盗聴器の捜索、除去を行う専門業者も存在する。

## 目的
家庭内の浮気調査から企業内の動向調査・国家間の諜報合戦に到るまで多岐に及ぶ（ソ連時代、在モスクワの外国公館全てに盗聴器が仕掛けられていると考えられていた）が、往々にしてプライバシー侵害、または国家規模の諜報合戦においては国家の威信に関わる重大事に発展することもある。反面、事件究明におけるこれら盗聴では、組織・団体に対する内偵手法として用いられ、疑獄の真相にたどり着くこともある。
秋田県では生活保護申請の要否判断を巡り、2014年2月4日に市民団体が記者会見を行った際、テーブル上に盗聴目的でICレコーダーが設置され、同県福祉政策課の課員が置いたものと判明している。

## 盗聴器の種類
構造はワイヤレスマイクと何ら変わらない。

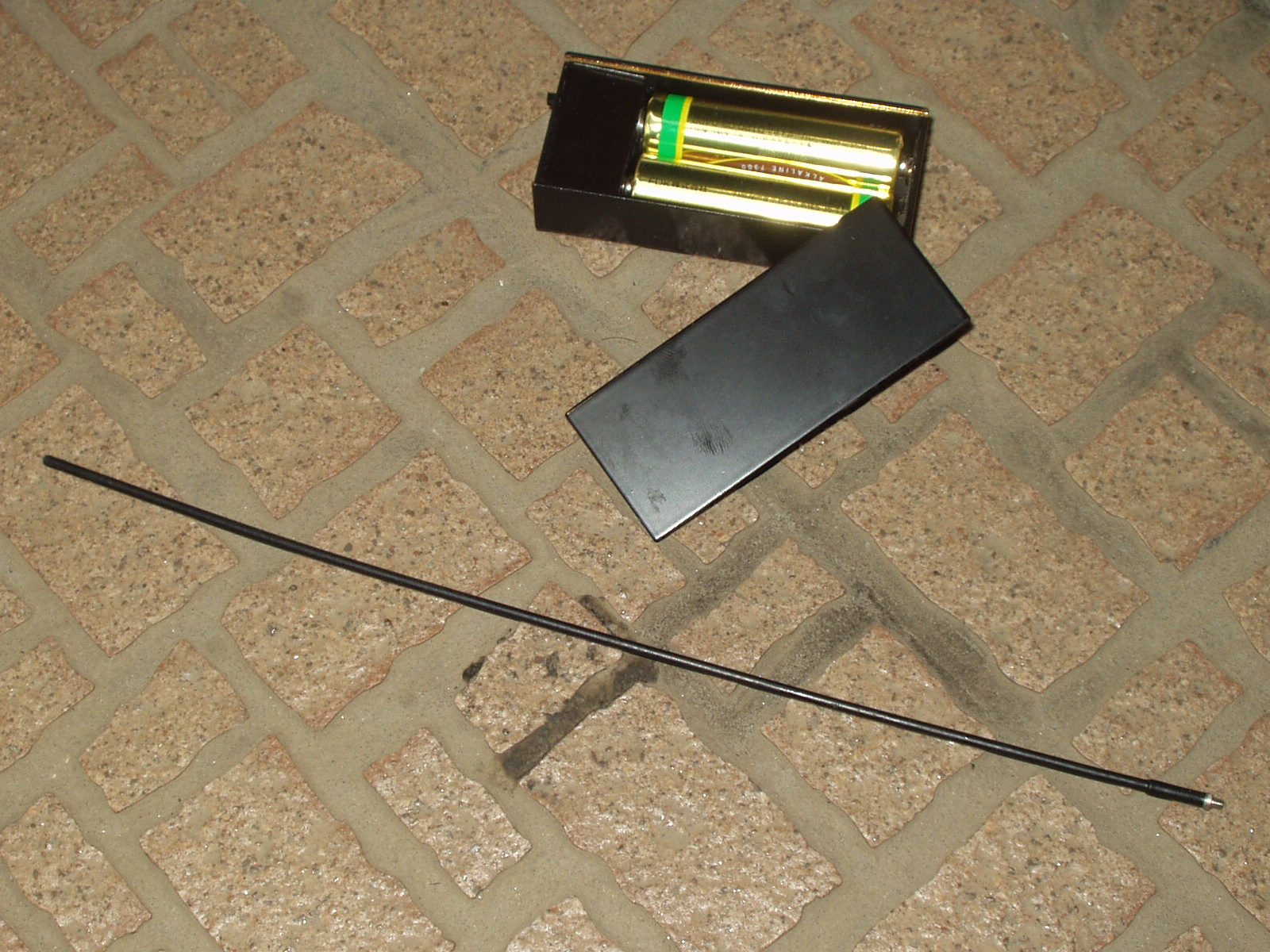
電池式小型無線式盗聴器
周波数は、無線式盗聴器のUHF-Bチャンネルである「399.455MHz」を使用。

電話の盗聴の場合、電話用のコネクタ内に仕込まれることが多いが、戸外の電話架線より盗聴するケースも見られ、架線保護用に設けられる電話線のヒューズボックス内に、純正の部品に偽装した盗聴器が仕掛けられていた事件も起こっている。
部屋の物音や声を集音する場合、電源コンセントやACアダプタ・電源タップなどに仕込まれ、またはそれに見せ掛けた製品が出回っている。これらは無線の電波を用いて発信される。いずれも電気を設置場所から得ることができるため、盗聴器の回収が不要であり、半永久的に発信を続けることが可能である。また、賃貸住宅などでは、前の住人が受けていた盗聴被害をそのまま引き継いでしまう可能性もある。
録音式の物や電池で駆動する種類の盗聴器は一定期間ごとに回収や電池交換を必要とするが、それらは身近な物品に仕掛けられていることも多々ある。小型の物では目に付きにくく発見されにくい。例えば、電卓や筆記用具、小型家電製品や置物といった調度品などである。
この他、音がしないと電波を発信しないタイプもあり、これは常時発信タイプよりも電池寿命が長く、また発信元の探知も難しい。
隣の部屋から発せられる声や物音を盗聴する場合はコンクリートマイクが用いられ、これはテープレコーダーやICレコーダーに接続して録音することができる。
高度な物では、それ専用の技術者が設計・開発から製作までを行っており、電子技術の発達にも伴い、小型軽量・低消費電力化が進んでいる。
よく市販されている無線式盗聴器は「技術基準適合証明」をほとんどが受けていない（もっとも盗聴目的の装置に技術基準適合証明が取れるとは考えにくい）。したがって、一般的に盗聴器として出回っているものを使用した場合、電波法違反となる可能性があると考えられる。ただし、無線局免許も技術基準適合証明も要しない「微弱無線局」を用いる方法もあるため、（無線設備たる）盗聴器を開設したとしても、ただちに無線局の不法開設の電波法違反となるとはいえず、慎重な判断を要する。
赤ちゃん用の監視用モニターは、構造上、無線式盗聴器と同じなので、便乗受信の対象となるので注意が必要である。思わぬプライバシーが筒抜けになりやすい。
無音無振動自動着信設定された携帯電話に集音マイクを付けて、これを盗聴器として使用されるケースもある。仕掛けた携帯電話に掛けている間だけ盗聴行為となる。この場合は盗聴器発見業者でも見付けられ難い。
また、盗聴器を使用せずレーザー光線を窓などに照射し、音波振動を拾い反射波の位相変化から音声を読み取るレーザー盗聴システムという技術もある。遠距離からの盗聴が可能。レーザー光線は電波ではないので、傍受されることもない。

## 盗聴器は必ずしも電源を必要としない
1945年、ソ連から米大使館に一抱えほどの円周をもつアメリカ合衆国の国章が送られたが、大使のW・アヴェレル・ハリマンはそれを大使館の壁に飾った。7年後、鷹柄のくちばしに盗聴器が発見された。この盗聴器は電波を常に発信するわけではなく、バッテリーも使われていなかった。館外から放射される電波が電源とスイッチを兼ねた。機器が電波を受けると、振動板で変換された音波を拾って自動的に変調された電波が外へ発信される仕組み、つまりトランスポンダであった。
この事件は、1960年に国連大使ヘンリー・カボット・ロッジ・ジュニアが国連の席上で暴露した。

## 発見・除去

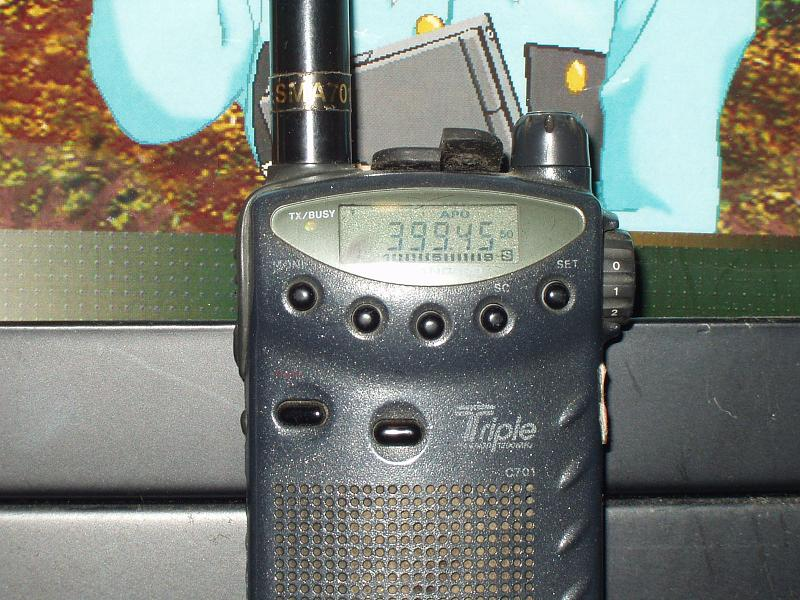
ハンディータイプのアマチュア無線機、マランツC701
無線式盗聴器の仕掛け場所を特定するためのフォックスハンティングの際、広帯域受信機や画像のハンディタイプのアマチュア無線機を受信改造（受信改造は合法）したものが使用される。ちなみに画像に表示された周波数399.4550MHzは無線式盗聴器のUHF-Bチャンネルとして使用され、使用頻度はかなり高い。

自意識過剰なストーカーは、積極的に「自分が盗聴していること」を相手にほのめかす場合がある。その場合、盗聴器が仕掛けられていることが予測できる。しかし、ひたすら聞き耳を立てるタイプの盗聴の場合は、盗聴器の存在に気付かないケースも多い。
電話線に仕掛けられたタイプの物ではノイズが入るなど、電話の通話品質に影響が出る場合もあり、不審に思って修理屋を呼んだ際に発覚したケースがあるほか、FMラジオ放送などの帯域を利用する市販盗聴器も多く、ラジオへの混信で気付いたケースもみられる。
無線式盗聴器の場合は、ワイドバンドレシーバー（広帯域受信機）で盗聴電波を確認し、電波の発信源をフォックスハンティングと呼ばれる手法で、おおよその位置や方向を特定して発見する方法が取られている。
また、市販の盗聴器は概ね使用されている周波数が決まっているため、その周波数にのみ反応する比較的安価な電波受信機も市販されており、その機器の反応の強弱で位置を特定、発見することも可能である。ラジオの放送帯域を利用するタイプでは、屋内で音を出したまま、家の外でラジオ放送の選曲をしてみるなどの方法で発見も可能である。

### 市販の無線式盗聴器で使用頻度が高い周波数
UHFタイプ
398.605MHz（Aチャンネル）
399.455MHz（Bチャンネル）
399.030MHz（Cチャンネル）
VHFタイプ
139.970MHz（Aチャンネル）
139.940MHz（Cチャンネル）
* いずれもモードはナローFMである。

## 通信システムと盗聴
一般的に「盗聴」というと、特定個所に設置された「盗聴器」ばかりが話題となるが、通信というサービスを提供しているシステム全体が、その様々な通話経路での傍聴も可能である。例えば電話局の交換機には「回線モニタ」という経路が付加されており、本来は通話品質をチェックするためのこの経路を傍聴することは、技術的には可能である。これにより「盗聴器という証拠を残さず」に盗聴は可能だとも考えられる。
電話交換機は電話回線局の構内にあって警備されているため、こういった操作を行える者は逆に限られてしまう。日本では戦前の二・二六事件の前後に、事件関係者（当時の陸軍皇道派につながるとされた者）に対して、東京憲兵隊や陸軍省軍務局、事件発生後は戒厳司令部が当時の逓信省の協力を得て電話局で電話の傍受・盗聴を行っていたことが戦後明らかになっている（海軍の動きも参照）。この行為は戦前においても憲法に定められた「信書の秘密の不可侵」を破るものであった。戦後の日本ではこういった盗聴事件の報告はない。
近年、アメリカ・イギリスが全世界的な電子盗聴網「エシュロン」をひそかに構築して大規模な盗聴行為を行っていることが欧州議会により告発されているほか、nytimesが2005年2月20日に報じたところでは、アメリカ海軍が保有するシーウルフ級原子力潜水艦「ジミー・カーター」が海底ケーブル傍聴用の設備を搭載しているという。こういった活動は諜報機関などがテロの動向を探るために行われているとも報じられているが、日本でも同様な電子盗聴網は運用可能である。
ただ、こういった通信経路そのものを傍聴する場合には、通信内容による情報の取捨選択が必要で、現実レベルとしては膨大なコストが掛かる。何故ならテロリストが爆弾を仕掛けるための指示も蕎麦屋への出前の注文も、どちらも電話を使えば同じ通信経路を流れ得るためである。こういったノイズの取捨選択には高い技術的なハードルが存在し、ストーカーが意中の誰かの通話を盗み聞くためには余りに無駄が多いといえよう。これを応用して、無関係な電子メールの中に「爆破」「暗殺」「同時多発」といった単語をわざと混入させて特定の一日に一斉に発信し盗聴システムを混乱させる、反盗聴サイバーデモも行なわれている。

### 雑情報による防衛
盗聴は、盗聴されている側が気付かずに重要な話を盗み聞かれた場合には、非常な痛手となるが、逆に盗聴を被っている側が盗聴されていることに気づいている場合には、「意図して偽情報を盗聴させる」ことで欺くことも可能である。この「偽情報」は第二次世界大戦の頃より通信が戦術や戦略の上で重要な役割を果たすようになると、意図してダミー情報を流布させる場合もあった。
こういった実際とはちがうダミー情報の流布は、盗聴側に対する牽制や無駄な動きを強いることにも繋がり、盗聴を逆に利用した「攻撃」だということもできる。また通信自体を雑情報に紛れ込ませることで、情報価値を損なわせることも出来る。例えば子供のなぞなぞ遊びにある「たぬき」はその好例である。「たぬき：あたす、じゅたうよたじにえたきまえ」と言う文では、そのまま聞いたら意味不明だが、「た」を抜く（た抜き）することで「明日、14時に駅前」となるのである。諜報合戦では、しばしばこれに似た騙しあいのケースが存在した。
この他、可逆圧縮など符号化による暗号を用いた通信も有効である。平壌放送の乱数放送も、読解用の乱数表が無ければ文字の組み合わせが膨大でもあるため、傍聴は短波ラジオさえあれば誰にでも可能だが、その内容解読が困難になる。（→暗号史）

### 無線電波の傍受
無線によっても各種通信が行われている。たとえば業務無線（警察無線、消防無線、航空交通管制、タクシー無線、鉄道無線）、コンサート会場などで歌手や演奏者の楽器に取り付けられたワイヤレスマイク、身近なところでは携帯電話やコードレス電話などである。これらの無線通信は暗号化されているものもあれば、暗号化されていないものもある。
こうした無線通信は電波によって行われるため、適した受信機があれば、電波の届く範囲でなら傍受することができる。受信機は無線機器を扱う店などで誰でも購入することができるので、暗号化されていない無線通信ならば容易に傍受することができる。
日本の電波法では、単にこれらの無線通信を傍受（音声なら聴くこと、画像なら見ること）することを直接は禁止していない。このため、日本では誰でも合法的にすべての無線通信を傍受することができる。ただし、特定の相手方に対して行われる通信を傍受してその存在や内容を誰かに漏らしたり、窃用（せつよう。通信内容を自己または第三者の利益のために利用すること）したりすることは電波法59条で禁止されている。
また、通信の当事者以外のものが暗号化されている無線通信を傍受して、その内容を漏らす又は窃用する目的でこれを復調しても電波法違反となりうる。

## 関連事象
刑事訴訟法上の「盗聴」は「公開をのぞまない人の会話をひそかに聴取または録音すること」と定義される。この定義は対象を会話に限定しており、会話そのままの盗聴と有線通信の盗聴に区分される。
盗聴は法的には有線電気通信法違反や電気通信事業法違反で電話など通信の盗聴を取り締まることは出来るが、通信以外は「盗聴」行為を取り締まる法律はない。しかし、警察は「盗聴の氾濫は見逃せない」としており、電波法違反や住居侵入罪など様々な法令を適用して摘発している。盗聴事件に使われた延長コード付きコンセント型盗聴器を販売していた東京都千代田区の二業者について、電気製品に刻印が義務づけられている製造者番号や型式番号が盗聴器に転換される際に削り取られていた電気用品取締法違反容疑で摘発した例もある。
盗聴が捜査方法として許容されるか、許容されるとしてもいかなる要件の下でか、ということについては争いがあるが、捜査機関による有線通信の盗聴(傍受)については、日本国内では2000年8月15日に通称通信傍受法（正式名称「犯罪捜査のための通信傍受に関する法律」）が施行され、電話等の盗聴を含めた通信傍受による捜査が一定の要件の下に可能となった。この法律でいう「傍受」とは、「現に行われている他人間の通信について、その内容を知るため、当該通信の当事者のいずれの同意も得ないで、これを受けることをいう(通信傍受法2条2項)」という意義である。この法律に対しては日本国憲法第21条によって保障された通信の秘密が阻害されるとして反対意見がある。
なお、会話当事者の一方が相手方の同意を得ずに会話を録音することは秘密録音として盗聴と区別される。

## 盗聴で注目された有名事件
- ウォーターゲート事件
- 日本共産党幹部宅盗聴事件
- 宮本顕治宅盗聴事件
- オウム真理教事件 - オウムが敵対者などへの盗聴を多数実行した。
- 早稲田大学学生部長宅盗聴事件
- ジャーナリスト宅盗聴事件
- ニューズ・インターナショナル電話盗聴スキャンダル